# Маруси
Маруси (грч. Μαρούσι Marousi) насеље је у Грчкој и једно од великих предграђа главног града Атине. Маруси припада округу Северна Атина у оквиру периферије Атика.
На подручју Марусија налази се Олимпијски спортски комплекс, главно место одржавања Летњих Олимпијских игара 2004.  у Атини.

## Положај
Маруси се налази северно од управних граница Атине. Удаљеност између средишта ова два насеља је око 12 км.

## Становништво
| 1991.  | 2001.  |
| ------ | ------ |
| 64,092 | 69,470 |

У последња три пописа кретање становништва Марусија било је следеће:
Кретање броја становника у општини по пописима:
| 1981.  | 1991.  | 2001.  | 2011.  |
| ------ | ------ | ------ | ------ |
| 48.151 | 64.092 | 69.470 | 72.333 |